# نظرلو
نظرلو هي قرية في مقاطعة شبستر، إيران. عدد سكان هذه القرية هو 4,984 في سنة 2006.